# Bulbophyllum microlabium
Bulbophyllum microlabium är en orkidéart som beskrevs av Walter Kittredge. Bulbophyllum microlabium ingår i släktet Bulbophyllum och familjen orkidéer. Inga underarter finns listade i Catalogue of Life.